# NBT 뱅크 스타디움
NBT 뱅크 스타디움(NBT Bank Stadium)은 뉴욕주 시러큐스에 있는 10,815석 규모의 공공 소유 마이너 리그 야구 경기장이다. 그것은 국제 리그의 시러큐스 메츠 트리플 A 야구 팀의 홈 경기장이다. 오논다가군이 소유하고 운영하기도 하는 이 경기장은 1934년부터 사라쿠스의 프로 야구팀의 홈구장으로 사용되었고 1997년 4월 10일에 문을 열었다.

## 메츠 야구
이 경기장은 뉴욕 메츠의 트리플A 계열사인 시러큐스 메츠의 홈구장이다. 필드의 외야 크기는 330 피트 (100 m)이다. 왼쪽 필드, 400 피트 (120 m) ) 중견수, 330 피트 (100 m) 오른쪽 필드로, 경기장의 공식 좌석 수용 인원은 10,815명이다. 일반 좌석 외에도 경기장은 고급 스위트룸과 연회장을 제공한다. 럭셔리 스위트룸은 3가지 크기 구성으로 제공되며 모두 실내 및 실외 좌석 옵션과 경기장에서 제공하는 케이터링 옵션이 포함된다. 경기장의 연회장은 1940년대에 당시 사이라쿠스 치프스와 함께 있던 전 야구 선수 행크 소여의 이름을 따서 명명되었다. 그리고 1950년대 후반까지 메이저 리그에서 두각을 나타냈으며, 그의 번호는 팀에서 은퇴했다. 이 방은 우익수 파울 폴 근처에 있으며 일년 내내 임대할 수 있다.
좌석은 호화 스위트룸 20개 280석, 상층 3000석, 하층 7791석으로 나뉜다.
개장일부터 2007년 시즌까지 경기장의 필드는 아스트로트러프였다. 그 이유는 주로 구장에 인공 표면을 사용했던 토론토 블루제이스와 당시 팀이 제휴했기 때문이다. 그러나 2007년 시즌 이후 천연잔디로 대체되었다.
야구 관중 최대 기록은 2010년 5월 7일 14,098명의 관중이 스티븐 스트라스버그의 트리플A 데뷔전을 위해 경기장을 찾았을 때 세워졌다.
2012년 3월 20일, 사이라쿠스 치프스는 2012년 5월 7일 더 치프스가 더럼 불스와 맞붙을 때까지 새로운 비디오보드가 설치될 것이라고 발표했다. 화면 크기는 30' X 55'(LED HD 디스플레이)로 마이너 리그에서 가장 큰 비디오 보드 중 하나였고 경기장의 PA 시스템도 업그레이드되었다.

## 기타 용도

### 축구
유나이티드 사커 리그 ' A-리그의 전 축구 클럽 사크라쿠스 솔티 더그스도 두 시즌 동안 경기장을 홈으로 사용했다. 그들은 팬들에게 매우 인기가 있었고 출석률도 높았지만 치프스 및 온도데가 카운티와의 관계는 긍정적이지 않았고 팀은 두 번째 시즌 이후 운영을 중단했다.

### 콘서트
2009년, 경기장은 올맨 브라더스 밴드 가 공연한 2000년 이후 두 번의 전국 콘서트를 개최했다.
2009년 7월 19일, 경기장은 밥 딜런, 윌리 넬슨, 존 멜렌캠프의 공연을 열었다.
밥 딜런 콘서트 2주 후인 8월 4일에 데이브 매튜스 밴드 가 경기장에서 공연할 예정이었다. 경기장 경영진은 훨씬 더 큰 규모의 데이브 매튜스 밴드 공연을 가능한 한 매끄럽게 만들기 위해 소규모 다일란 공연에서 배운 교훈을 사용했다고 말했다. 쇼는 18,000명이 넘는 팬을 끌어모았고 대성공으로 여겨져 향후 몇 년 동안 경기장에서 더 많은 콘서트를 열 수 있는 기반을 마련할 수 있었다.

## 경제

### 건설
경기장 건설은 1997년에 완료되었으며 총 비용은 약 2800만 달러였다.

### 자금 조달
Post-Standard 신문에 따르면 경기장 건설을 위한 자금 조달에는 다음이 포함된다.
- 뉴욕주 납세자로부터 1600만 달러
- Onondaga 카운티 납세자로부터 660만 달러
- Central New York, Inc.의 Syracuse Chiefs/ Community Baseball Club에서 400만 달러
- 토론토 블루제이스 (당시 치프스 소속 팀)로부터 100만 달러[17]

### 임차권
2012년 Central New York의 Community Baseball Club(Syracuse Chiefs)은 Onondaga 카운티 와 11년 임대 계약을 맺었다. 연간 $126,000부터 시작하여 2022년까지 연간 2% 인상하여 $153,576를 지불하게 된다. 치프스와 카운티는 유지 관리, 유틸리티 및 기타 비용을 분담하며, 전자는 경기장 유지 관리에 연간 약 $500,000를 기부한다.
커뮤니티 베이스볼 클럽은 온도데가 카운티에서 "2013년 말까지" 경기장을 305만 달러에 "구매할 수 있는 옵션"이 있었다.

### 명명 권한
NBT 은행 은 경기장 명명권에 대해 온도데가 카운티에 연간 $140,000를 지불한다. 20년 계약은 2025년까지 계속된다 NBT Bank의 수석 부사장이자 전 엘리안스 뱅크의 사장인 잭 웹는 사크라푸스 치프의 소유주이자 현재 NBT 뱅크 스타디움의 운영자인 센트랄 뉴욕의 커뮤니티 베이스볼 클럽 이사회에서 일하고 있다.

## 갤러리

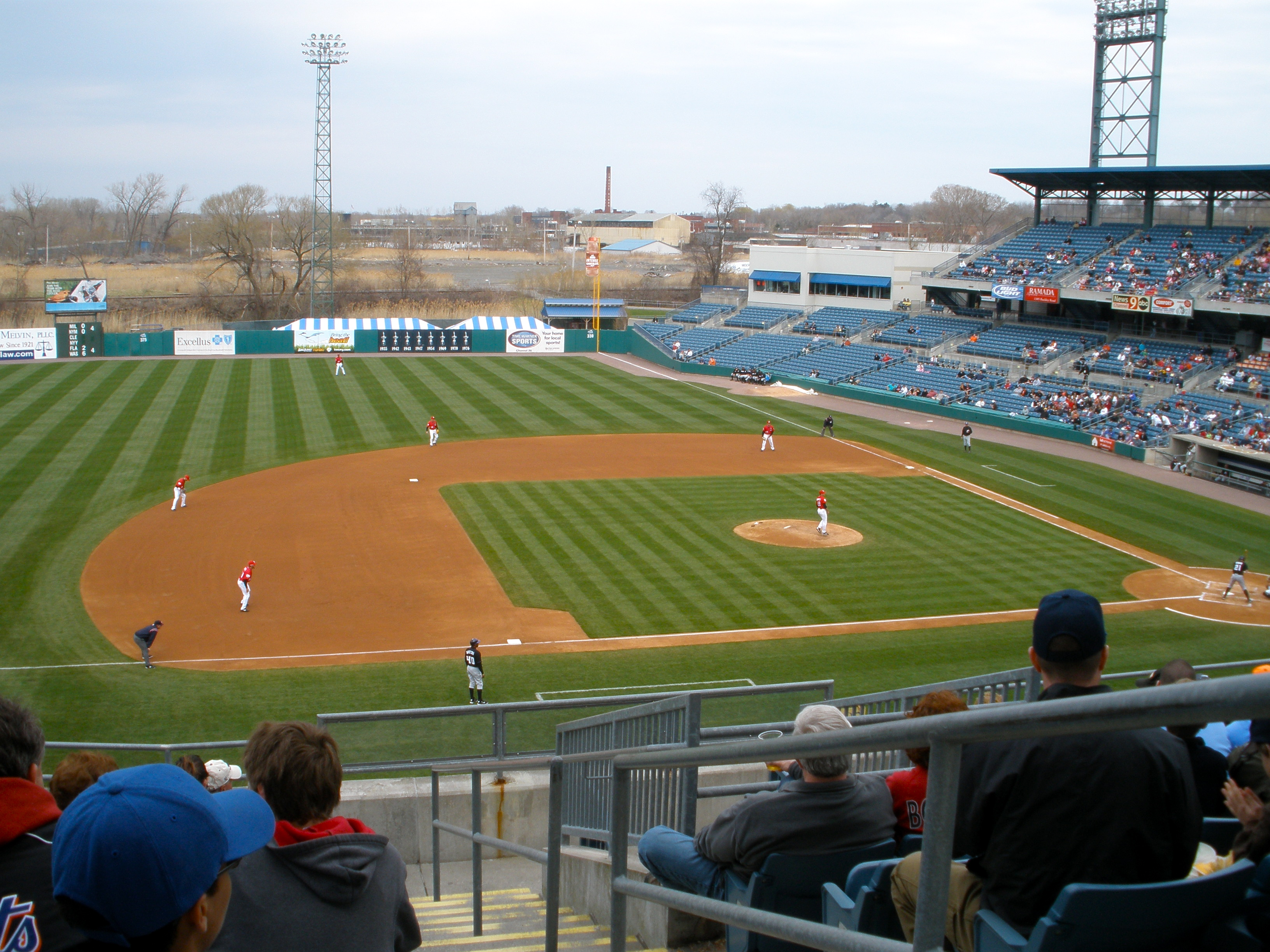
2009년 경기 중 경기장에서 뛰고 있는 시러큐스 치프스 .
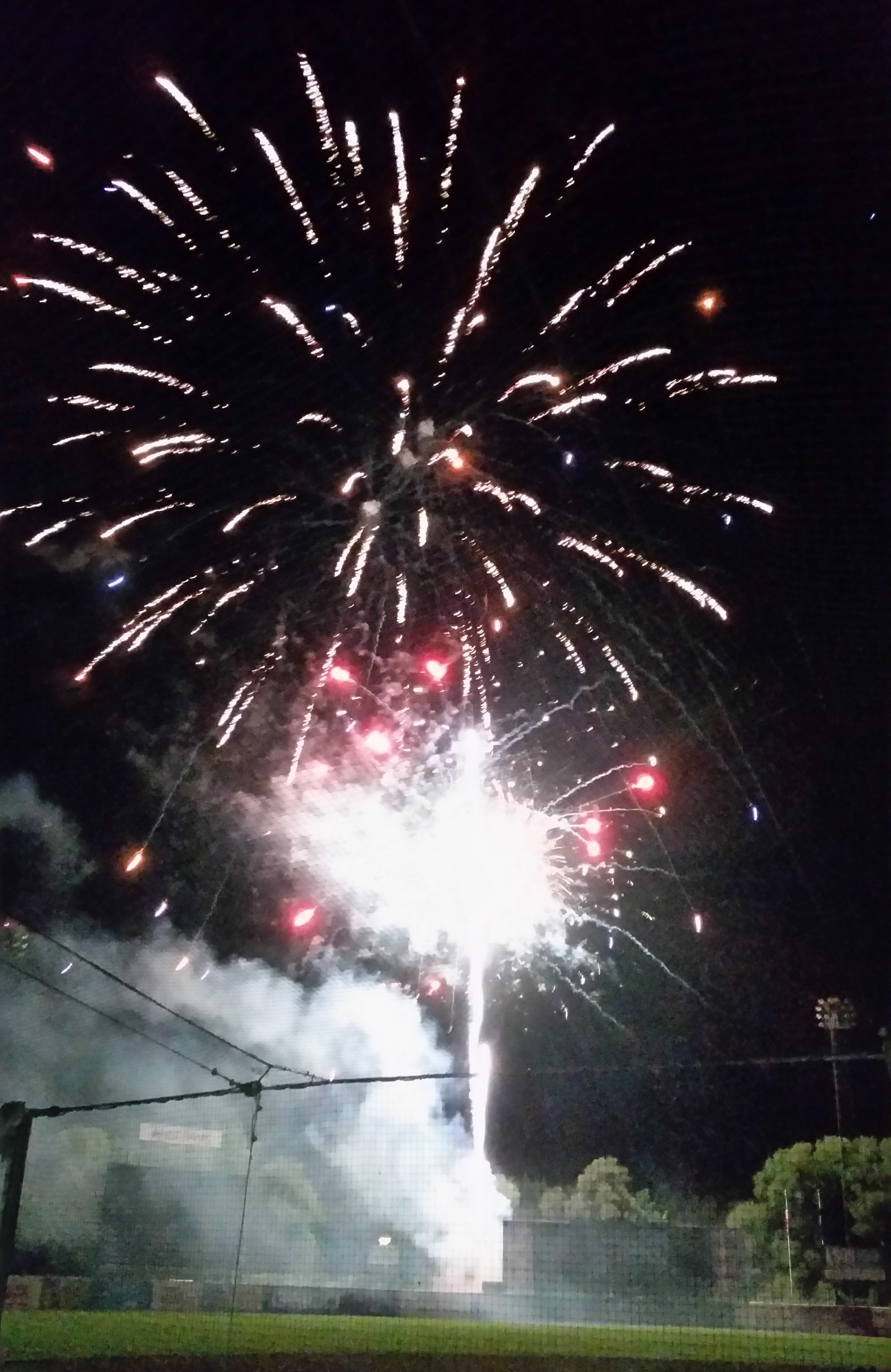
불꽃놀이, 2016년 NBT 뱅크 스타디움.
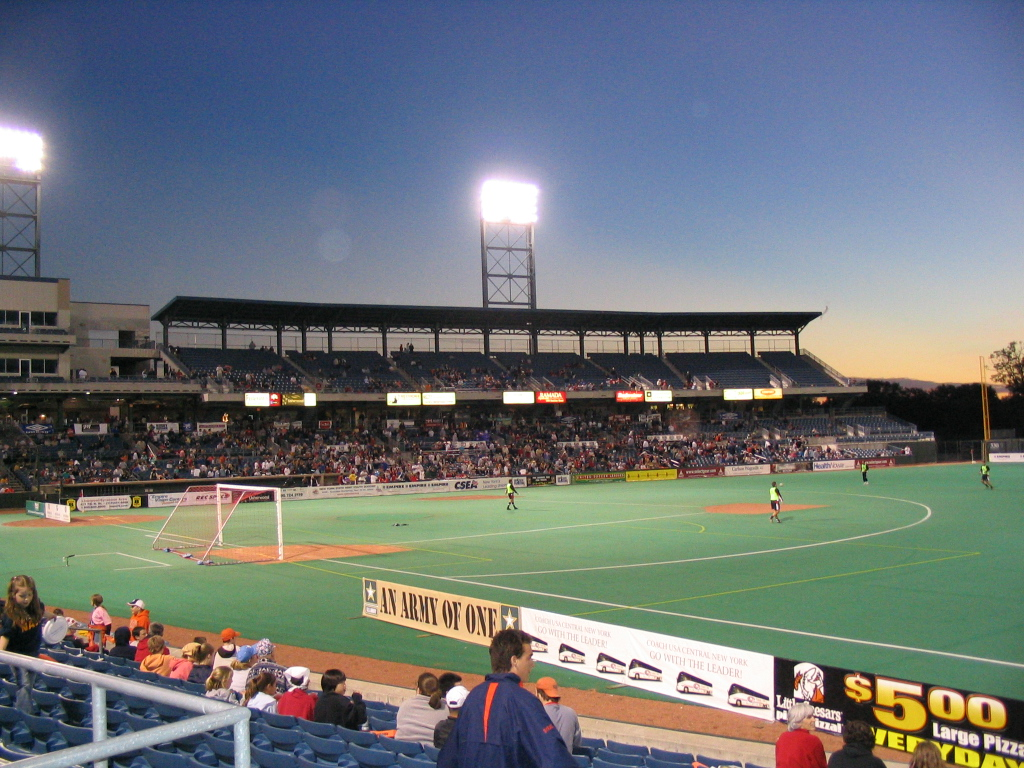
2004년 경기장에서 열린 Syracuse Salty Dogs 경기.
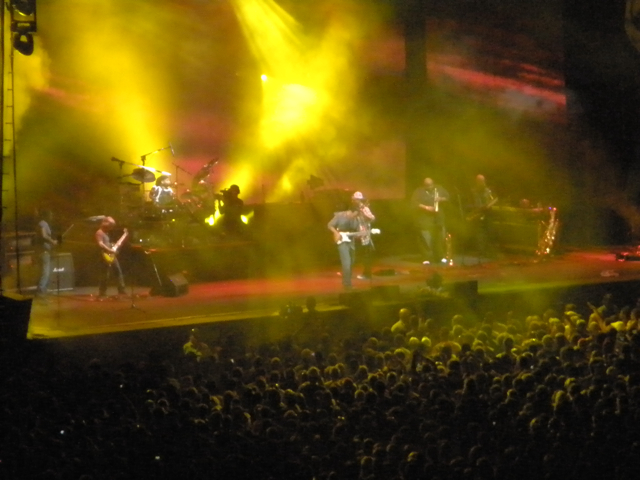
2009년 무대 위의 데이브 매튜스 밴드 .
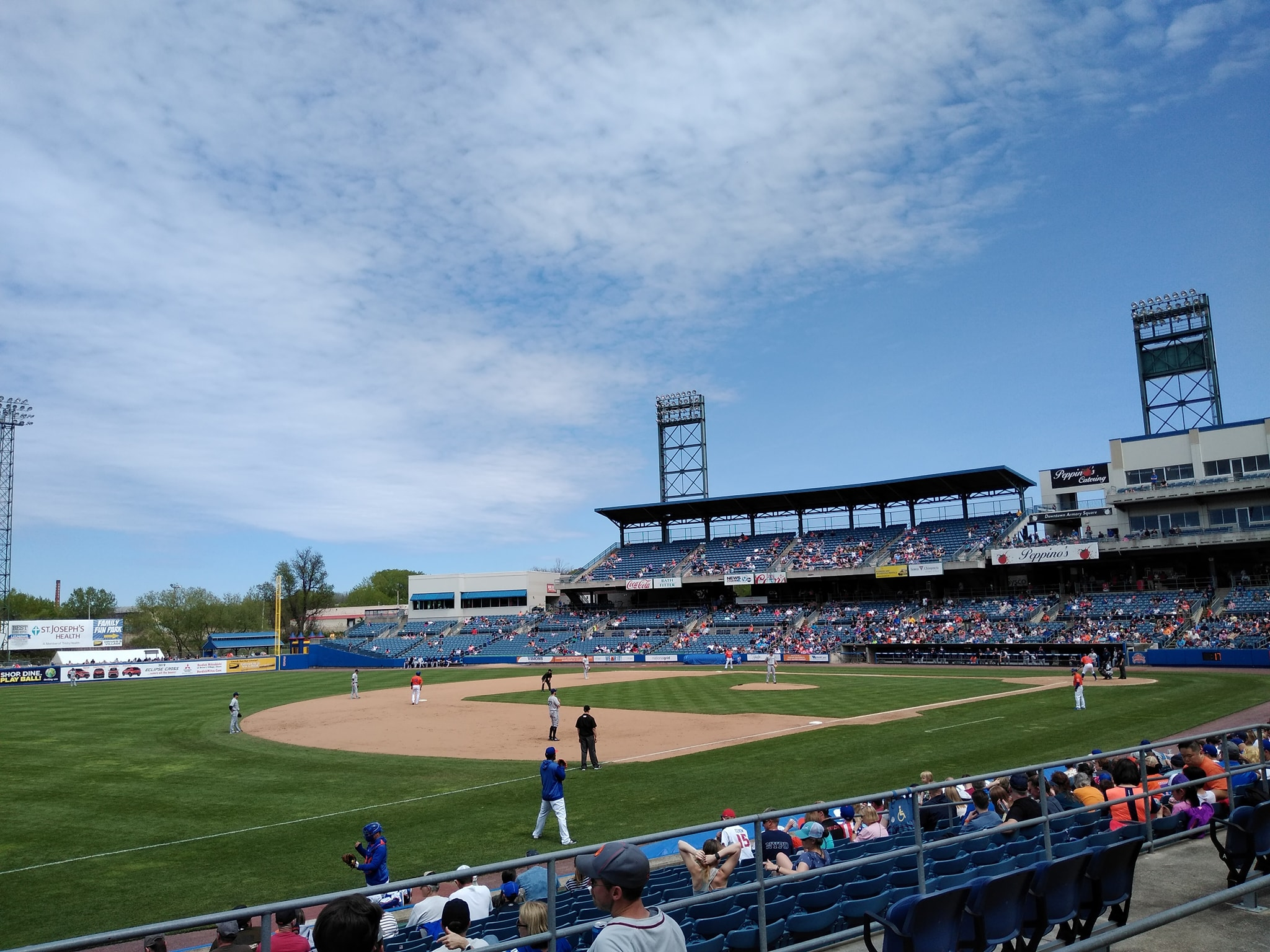
시러큐스 메츠 vs. 콜럼버스 클리퍼스, 2019년 5월 12일.